# Хималијина група
Хималијина група је група од 5 директних неправилних Јупитерових природних сателита, који имају путању сличну Хималијиној. Такође, верује се да чланови ове групе имају заједничко порекло — претпоставља се да су они делови истог астероида, пречника око 89 km, који се одвојио од Појаса астероида који се налази између Марса и Јупитера. Добила је назив по Хималији, која је њен највећи члан. Сателити који чине ову групу су: Леда, Хималија, Лиситеја, Елара и S/2000 J 11, којег одређене карактеристике сврставају у ову групу, али није са прецизношћу утврђено да ли јој припада.